# Li Yuxunan
Li Yuxunan (ur. 2006) – chińska zapaśniczka walcząca w stylu wolnym. 
Srebrna medalistka mistrzostw Azji w 2025 roku.